# Amore e Psiche

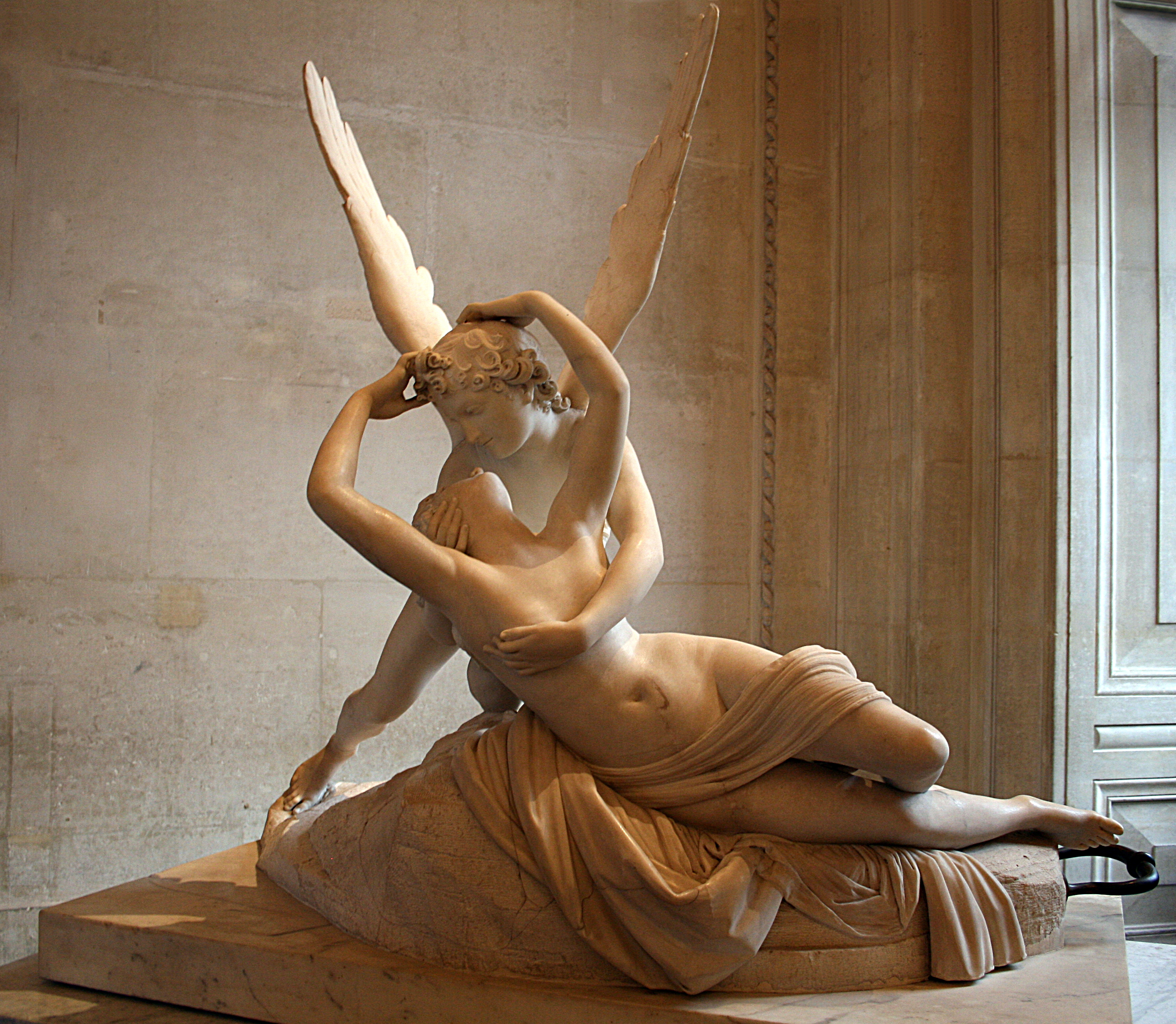
Amore e Psiche, gruppo scultoreo di Canova

Amore e Psiche sono i due protagonisti di una nota storia narrata da Apuleio all'interno della sua opera Le Metamorfosi, anche se è considerata risalire ad una tradizione orale antecedente all'autore.
Nella vicenda narrata da Apuleio, Psiche, mortale dalla bellezza eguale a Venere, diventa sposa di Amore-Cupido, senza, tuttavia, sapere chi sia il marito, che le si presenta solo nell'oscurità della notte. Scoperta su istigazione delle invidiose sorelle la sua identità, è costretta, prima di poter ricongiungersi al suo divino consorte, a effettuare una serie di prove, al termine delle quali otterrà l'immortalità. Altre versioni, differenti da quella di Apuleio, narrano, invece, la morte della ragazza prima dell'ultima prova, altre ancora narrano che la ragazza abbia fallito l'ultima prova e che abbia, quindi, dovuto lasciare Amore-Cupido.

## Storia

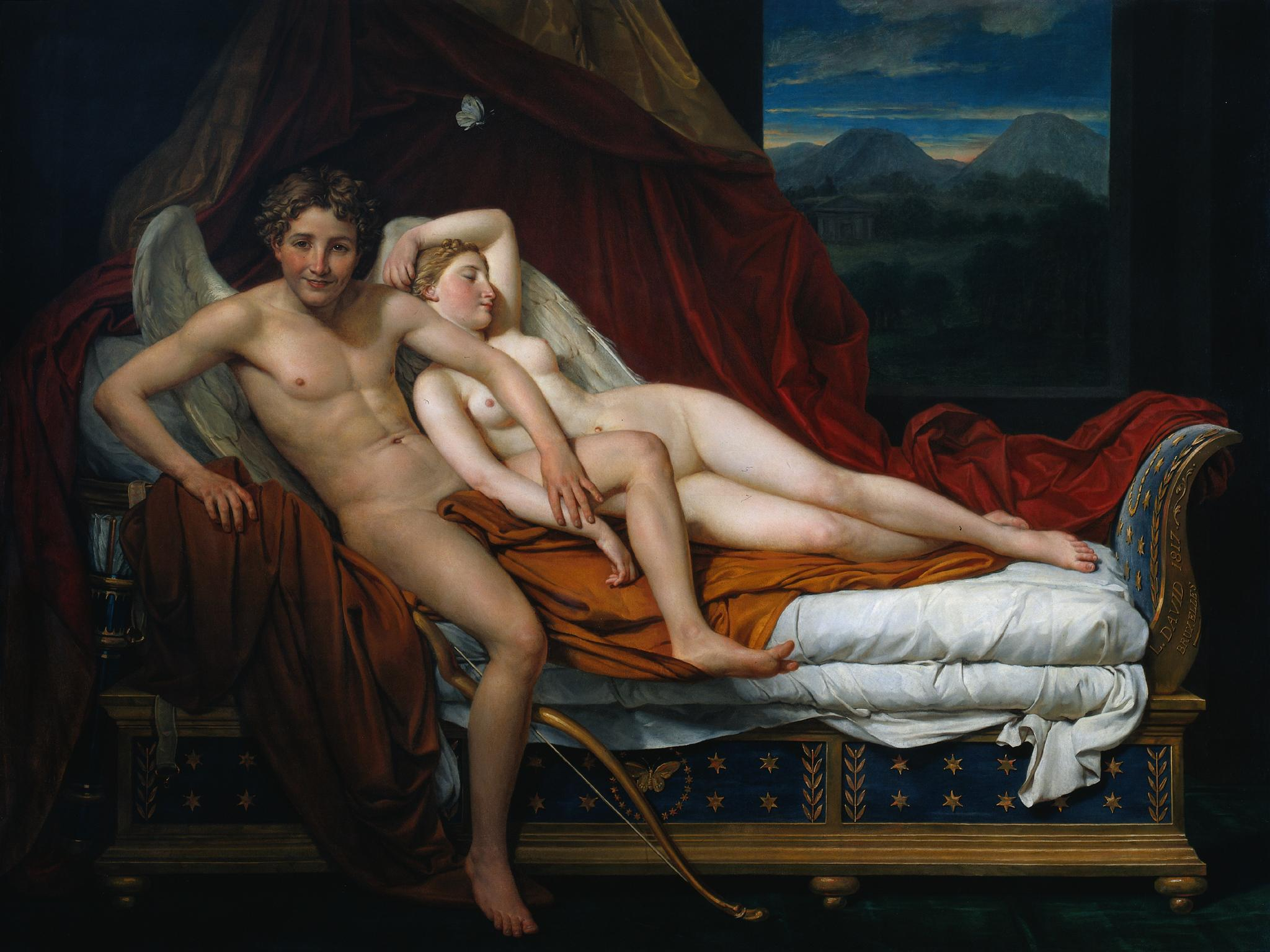
Amore e Psiche durante uno dei loro incontri notturni, raffigurati da Jacques-Louis David

In un regno lontano, un re e una regina hanno tre bellissime figlie. La più giovane di esse, Psiche, è di una bellezza così eccezionale che la gente si prostra davanti a lei come se fosse una dea. La devozione per la ragazza suscita la collera di Venere, che chiede a suo figlio Amore di punire Psiche facendo in modo che si innamori di un mostro. Mentre sta per colpire la fanciulla con una delle sue frecce, però, il dio sbaglia mira e la freccia d'amore colpisce invece il proprio piede, cosicché egli si innamora perdutamente di lei. Intanto, i genitori di Psiche consultano un oracolo che risponde:
Psiche viene così portata a malincuore sulla cima di una rupe e lì viene lasciata sola. Con l'aiuto di Zefiro, Amore la trasporta al suo palazzo, dove la giovane viene accudita da servitori invisibili che provvedono a ogni sua necessità. Alla notte, Psiche viene raggiunta da Amore che si dimostra uno sposo innamorato, ma non le rivela la propria identità: dopo aver trascorso la notte con lei, la saluta avvertendola che anche in futuro i loro incontri avverranno sempre al buio, e che la ragazza non dovrà mai cercare di vederlo né conoscerne il nome.

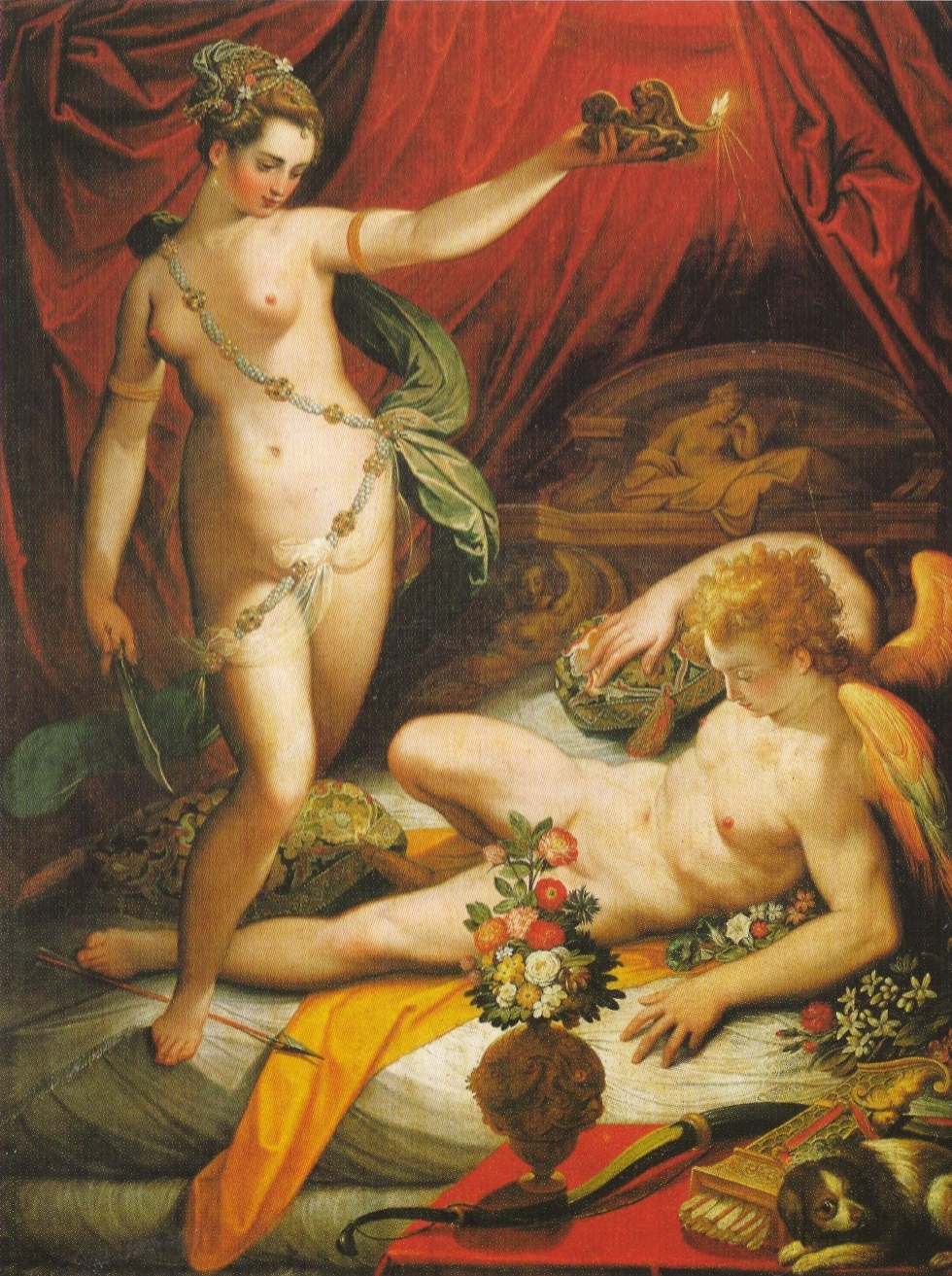
Psiche scopre l'identità dell'amante e fa cadere una goccia di olio bollente, Jacopo Zucchi

Passano così parecchi giorni: Psiche è felice e innamorata del misterioso sposo, ma desidera rivedere le sue sorelle. Amore, per quanto malvolentieri, acconsente a invitare le due donne nel palazzo. Qui le sorelle, colpite dal lusso in cui vive Psiche, concepiscono un’invidia bieca nei suoi confronti: insinuano così in lei il sospetto che lo sposo misterioso sia in realtà un mostro che prima o poi la ucciderà; le suggeriscono perciò di attendere la notte per trafiggerlo con un pugnale. Dopo molte riluttanze, una notte Psiche decide di agire. Armandosi con il pugnale ed una lampada ad olio, decide pertanto di scoprire chi realmente sia il suo amante, ma proprio quando sta per uccidere lo sposo, alla luce della lanterna le appare il bellissimo dio dell’amore. Mentre Psiche ne contempla l’abbagliante bellezza, una goccia d’olio cade sulla spalla del dio e lo scotta, svegliandolo:
Fallito il tentativo di aggrapparsi alla sua gamba, una Psiche straziata dal dolore tenta più volte il suicidio, ma gli dei glielo impediscono. La ragazza inizia così a vagare per diverse città alla ricerca del suo sposo, si vendica delle avare sorelle e cerca di procurarsi la benevolenza degli dei, dedicando le sue cure a qualunque tempio incontri sul suo cammino. Arriva però al tempio di Afrodite e a questa si consegna, sperando di placarne l'ira per aver disonorato il nome del figlio.
Afrodite sottopone Psiche a diverse prove: nella prima, deve suddividere un mucchio di granaglie con diverse dimensioni in tanti mucchietti uguali; disperata, non prova nemmeno ad assolvere il compito che le è stato assegnato, ma riceve un aiuto inaspettato da un gruppo di formiche, che provano pena per l'amata di Cupido. La seconda prova consiste nel raccogliere la lana d'oro di un gruppo di pecore. Ingenua, Psiche fa per avvicinarsi alle pecore, ma una verde canna la avverte e la mette in guardia: le pecore diventano infatti molto aggressive con il sole e lei dovrà aspettare la sera per raccogliere la lana rimasta tra i cespugli. La terza prova consiste nel raccogliere acqua da una sorgente che si trova nel mezzo di una cima tutta liscia e a strapiombo. Qui viene però aiutata dall'aquila di Zeus.

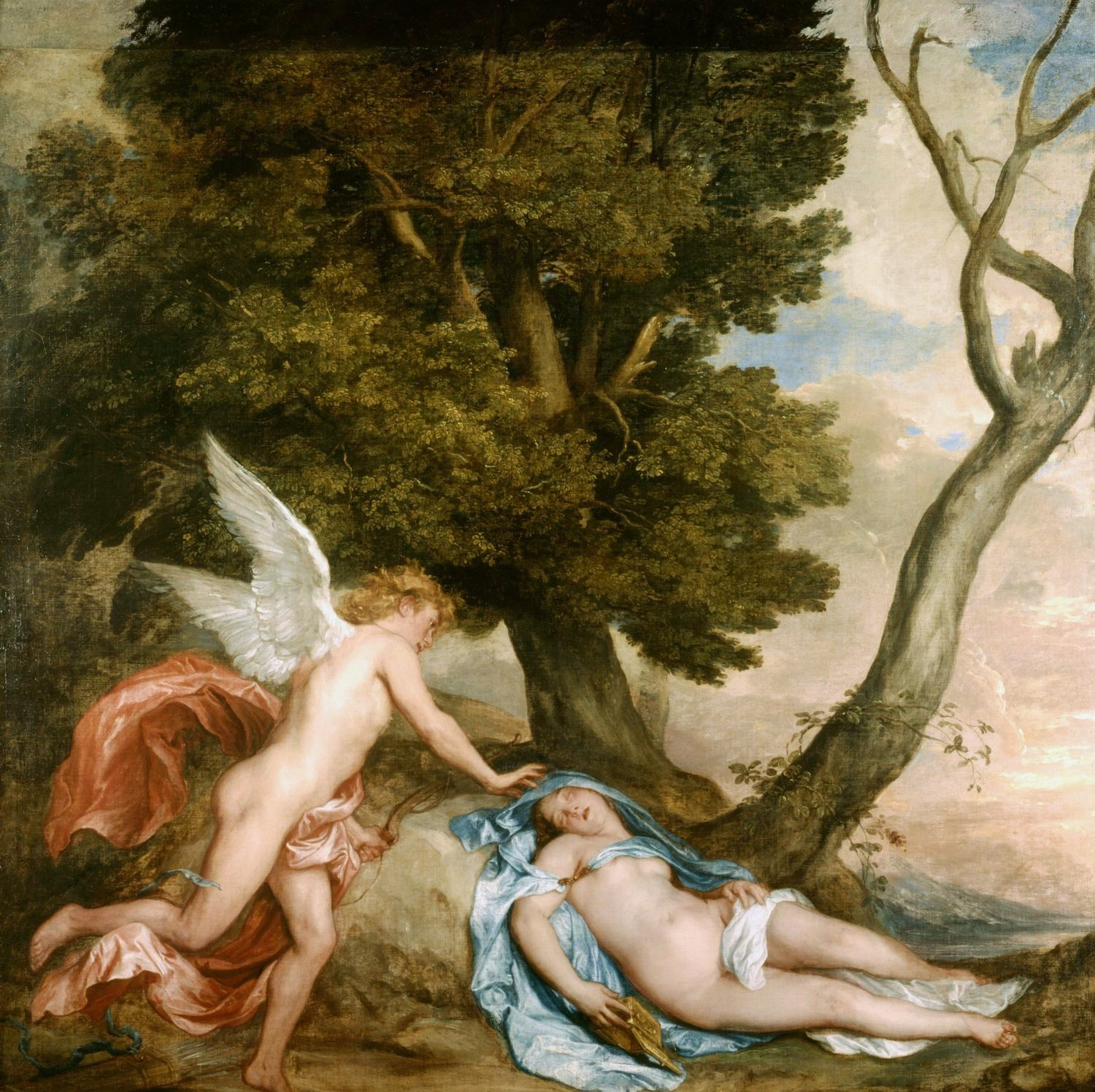
Eros risveglia Psiche dal sonno provocato dal dono di Persefone, raffigurato da Antoon van Dyck

L'ultima e più difficile prova consiste nel discendere negli Inferi e chiedere alla dea Proserpina un po' della sua bellezza. Psiche medita addirittura il suicidio tentando di gettarsi dalla cima di una torre; improvvisamente però la torre si anima e le indica come assolvere la sua missione. Durante il ritorno, mossa ancora una volta dalla curiosità, apre l'ampolla (data da Afrodite) contenente il dono di Persefone, che in realtà altro non è che il sonno più profondo. A correre in suo soccorso stavolta è lo stesso Amore, che pungendola lievemente con una freccia, la risveglia dal sonno infernale.
Il dio poi corre da suo padre Zeus, pregandolo di convincere Afrodite ad acconsentire al matrimonio. Zeus, commosso, persuade Afrodite ad accettare le nozze, che vengono celebrate alla presenza di tutti gli dèi. Psiche diviene così la dea protettrice delle fanciulle e dell'anima, sposando Amore. Il racconto termina con un grande banchetto al quale partecipano tutti gli dei, alcuni anche in funzioni inusuali: per esempio Dioniso fa da coppiere, le tre Grazie suonano e il dio Efesto si occupa di cucinare il ricco pranzo.
Più tardi nasce una figlia, concepita da Psiche durante una delle tante notti d'amore dei due amanti prima della fuga dal castello. Questa viene chiamata Voluttà, ovvero Piacere.

## Le MetamorfosioL'asino d'oro
Amore e Psiche è la più nota delle fiabe contenute nell'opera Le metamorfosi di Apuleio (Metamorphoseon libri XI), note anche come L'asino d'oro (Asinus aureus), un romanzo che racconta le ridicole avventure di un certo Lucio, che sperimenta con la magia e viene accidentalmente trasformato in un asino;  e si estende per tre degli undici libri di cui è costituito il romanzo. La favola, come il resto de Le metamorfosi, ha nel libro un significato allegorico: Cupido - identificato con il corrispondente greco Eros, signore dell'amore e del desiderio -, unendosi a Psiche - ossia l'anima - le dona l'immortalità. Tuttavia questa, per giungervi, dovrà affrontare quattro durissime prove, tra cui quella di scendere agli Inferi per purificarsi.
Già il nome Psiche (in greco ψυχή significa "anima") allude al significato mistico della storia, e riconduce alle prove che la donna dovrà affrontare nel corso della storia, simbolo delle iniziazioni religiose al culto di Iside.
Anche la posizione centrale della favola nel testo originale aiuta a capire lo stretto legame che lega questo racconto nel racconto con l'opera principale; è infatti facile scorgervi una "versione in miniatura" dell'intero romanzo: come Lucio, protagonista del Le Metamorfosi, anche Psiche è una persona simplex et curiosa; inoltre, entrambi compiono un'infrazione, alla quale seguirà una dura punizione. Solo in seguito a molte peripezie potranno raggiungere la salvezza.

## Una fiaba berbera

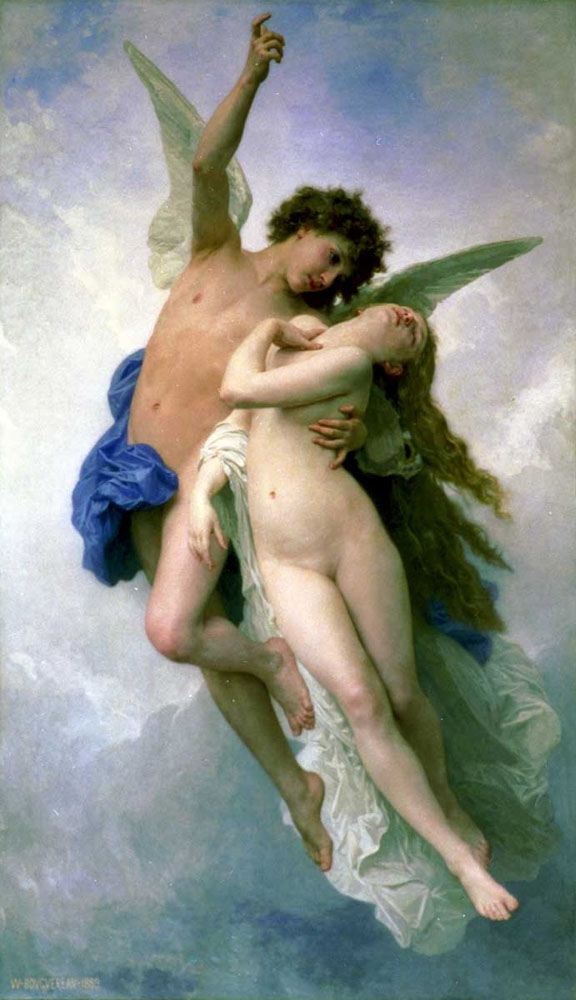
Amore e Psiche dipinti da William-Adolphe Bouguereau

Apuleio non faceva mistero di essere mezzo numida e mezzo getulo, anche se la lingua in cui componeva le sue opere letterarie era il latino.
La fiaba di Amore e Psiche è indubbiamente debitrice al genere della fabula Milesia e i riferimenti letterari delle sue opere sono perlopiù relativi alla cultura greco-latina, ma è altrettanto indubbio che può essere riscontrato anche qualche elemento nordafricano.
L'antropologia culturale ha oggi gli strumenti per tentare tale recupero a posteriori: in verità, della cultura letteraria indigena di quei tempi ben poco si sa, dal momento che si espresse prevalentemente a livello orale. Amore e Psiche, per la sua natura esplicitamente dichiarata di "fiaba" (che nel romanzo viene raccontata da una vecchina), ha molte probabilità di riflettere aspetti di questa cultura orale.
E difatti, numerosi elementi ricompaiono, identici o con minimi scarti, anche nelle fiabe di tradizione orale del Nordafrica raccolte e messe per iscritto in tempi recenti. Mouloud Mammeri ha più volte sottolineato l'affinità tra la fiaba di Apuleio e un racconto cabilo assai noto, L'uccello della tempesta. A sua volta, tale racconto ha forti affinità con un'altra trama nordafricana, diffusa soprattutto in Marocco, vale a dire Ahmed Unamir e come veicolo di lingue e culture (dove peraltro i generi sono invertiti: l'eroe è un maschio e la consorte misteriosa una femmina). Entrambe le fiabe si limitano alla prima parte del racconto, e si concludono quindi con la cacciata, senza più speranza di ritorno, del coniuge troppo curioso. Ma esistono anche versioni più "complete", per esempio Fiore splendente (o Bocciolo d'oro), della Cabilia orientale, che prosegue fino al lieto fine conclusivo. Interessanti sono qui le congruenze con le peripezie dell'eroina in cerca dello sposo presso la suocera, che in questo caso non è la dea Venere, bensì l'orchessa Tseriel. Nel suo peregrinare, la fanciulla (Tiziri "Chiaro di Luna") si imbatte, tra gli altri in alcuni pastori che le mostrano greggi che sarebbero state riservate a lei, se solo non fosse stata troppo curiosa. Questo dettaglio, perfettamente inserito nella fiaba odierna, potrebbe forse spiegare la presenza, abbastanza slegata dal contesto, del dio Pan (il dio pastore) nel punto corrispondente di Amore e Psiche.